# VB-3 Razon
VB-3 Razon – amerykańska bomba kierowana z okresu II wojny światowej.
W 1944 roku USAAF przyjęło na uzbrojenie bombę kierowaną VB-1 Azon. Miała ona jednokanałowy system kierowania pozwalający na korekcję kierunku spadania bomby. Z tego powodu zrzucane bomby spadały w prostokącie o wymiarach 6x60 m co sprawiało, że nadawały się do niszczenia długich, wąskich celów takich jak mosty czy zapory, ale nadal były mało skuteczne przy zwalczaniu małych celów punktowych. Problemem okazało się także zastosowanie aparatury naprowadzania radiokomendowego, która działała na jednej, ściśle określonej długości fali, co z jednej strony zwiększało ryzyko zakłócenia sygnału, z drugiej sprawiało, że jednocześnie mogła być kierowana tylko jedna bomba Azon.
W marcu 1945 roku rozpoczęto produkcję nowej bomby VB-3 Razon. Podobnie jak VB-1 wykorzystywała ona jako ładunek bojowy bombę burzącą AN-M65 wagomiaru 1000 funtów. Do bomby w miejscu klasycznego statecznika przymocowany był kontener z aparaturą elektroniczną, do którego przymocowane były dwa stateczniki skrzynkowe. Na krawędziach spływu tylnego statecznika znajdowały się stery. Kontener z elektroniką mieścił dwukanałową aparaturę kierowania, dzięki czemu możliwa była korekcja zarówno kierunku jak i odległości. Sygnały korygujące lot bomby mogły być wysyłane na 47 częstotliwościach (ustawianych przed lotem). W czasie testów większość bomb zrzuconych z wysokości 4500 m trafiło w krąg o średnicy 6 m.
W 1945 roku dokonano pierwszych bojowych zrzutów bomb VB-3 na cele we Włoszech. Po zakończeniu II wojny światowej bomby VB-3 pozostała na uzbrojeniu USAF i zostały użyte podczas wojny koreańskiej, głównie do niszczenia mostów.